# 1928 w sztukach plastycznych
Wydarzenia w sztukach plastycznych i wizualnych w 1928 roku.

## Wydarzenia
- W Chile powstała grupa artystyczna Grupo Montparnasse[1]

## Malarstwo
- Arshile Gorky

Krajobraz Staten Island
- Salvador Dalí

Gnijący osioł
- Edward Hopper

Okno nocą

## Rysunek

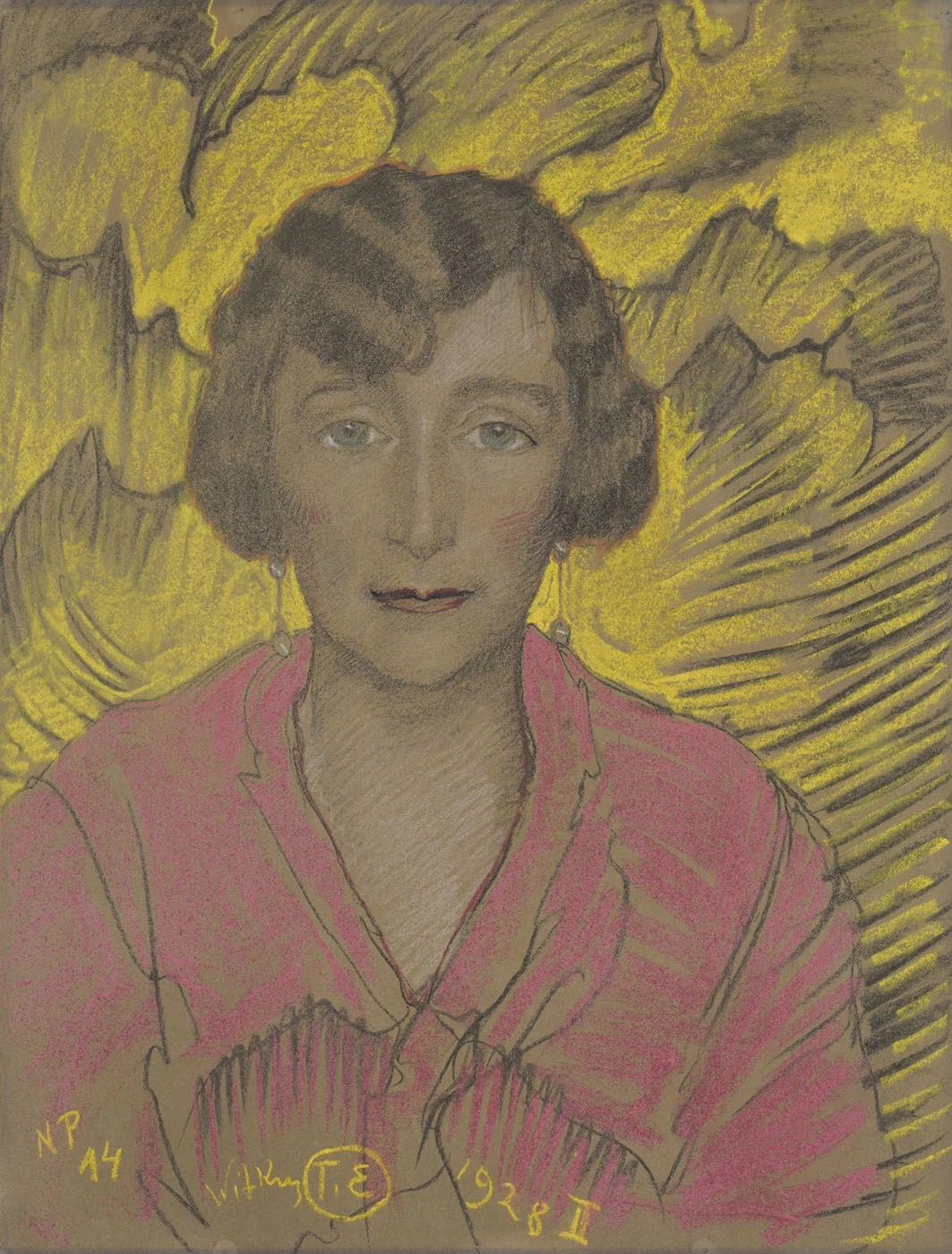
Stanisław Ignacy Witkiewicz Portret kobiety

- Stanisław Ignacy Witkiewicz

Portret kobiety – pastel na papierze, 63×47 cm
Portret Leona Reynela – pastel na papierze, 64,8x48,5
Portret Teodora Białymickiego-Birula – pastel na papierze, 65x48
Portret Bohdana Filipowskiego – pastel na papierze, 48,5x64
Portret Ireny Krzywickiej – pastel na papierze, 64x48

## Grafika
- Maurits Cornelis Escher

Wieża Babel – drzeworyt langowy

## Urodzeni
- 14 maja – Władysław Hasior (zm. 1999), polski rzeźbiarz, malarz, scenograf
- 15 maja – Polina Rajko (zm. 2004) ukraińska malarka
- 17 listopada – Arman, amerykański rzeźbiarz francuskiego pochodzenia
- Jerzy Fedorowicz, polski artysta konceptualny